# 新明斯克協議

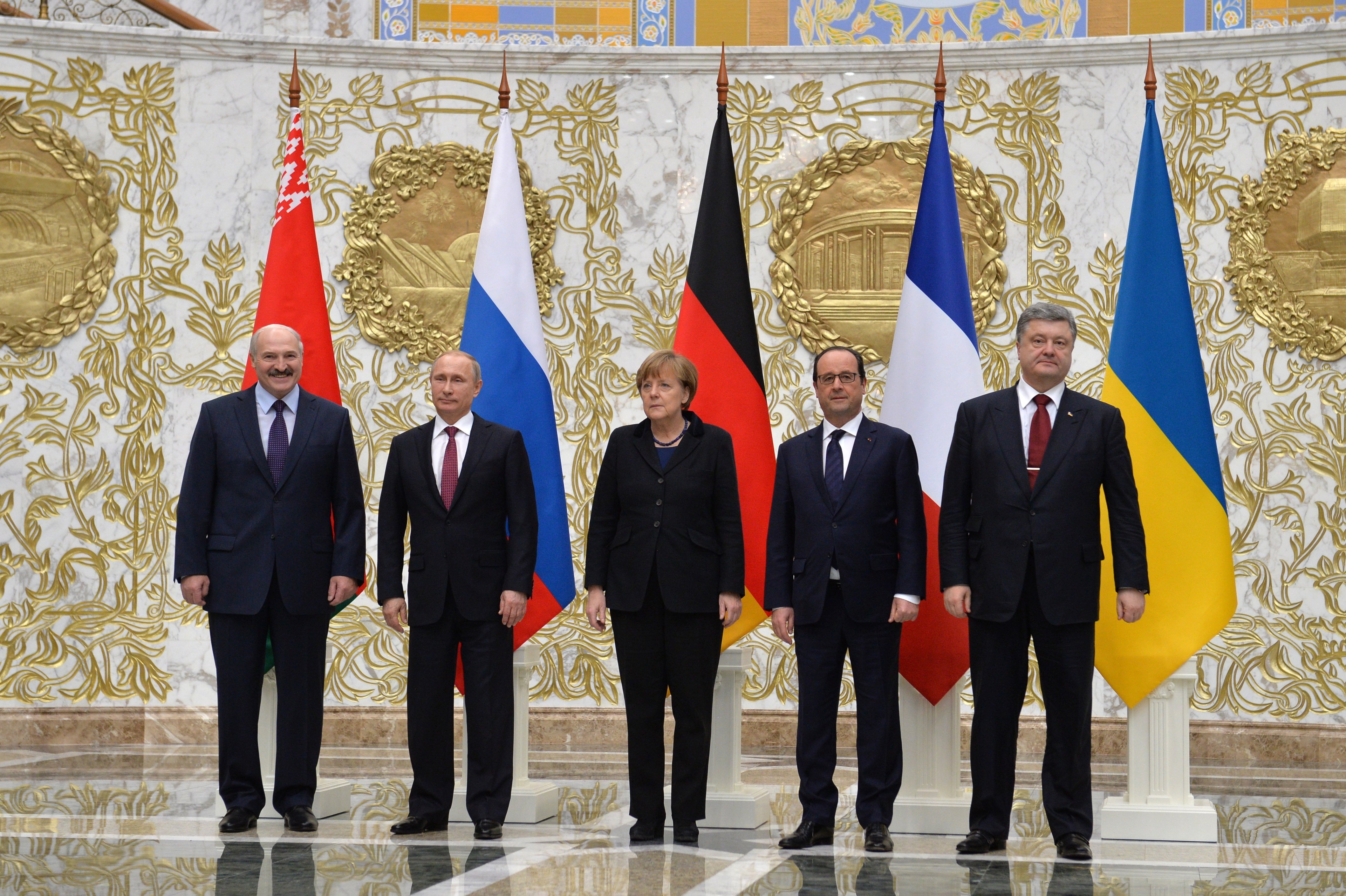
白俄羅斯、俄羅斯、德國、法國和烏克蘭領導人在2015年2月11日至12日在明斯克舉行峰會

《新明斯克協議》（英語：Minsk II；或稱明斯克協議II）是2015年德國、法國、烏克蘭和俄羅斯四國領導人在白俄羅斯首都明斯克簽訂的一系列繼續落實2014年《明斯克協議》的措施。
2015年2月11日至12日在明斯克峰會通過领导人会晤及聯絡小組簽署，涉及俄羅斯、烏克蘭、頓涅茨克（俄承認其獨立地位）和盧甘斯克（俄承認其獨立地位），以防止在烏克蘭東部衝突进一步升温。

## 歷史

### 明斯克協議效果不彰
截至2015年2月初，在乌克兰顿巴斯地区解决正在进行的战争的连续尝试没有任何结果。虽然2014年9月5日的明斯克议定书确实大大减少了冲突地区数月的战斗，但小规模冲突仍在继续。2015年1月初，顿涅茨克人民共和国和卢甘斯克人民共和国开始对乌克兰控制的地区发动新的进攻，导致明斯克议定书停火彻底崩溃。经过激战，頓涅茨克人民共和国军队于1月21日攻占了具有象征意义的顿涅茨克国际机场，这是顿涅茨克城的最后一部分，曾被乌克兰控制。在这次胜利之后，分裂势力于1月下旬在杰巴利采沃的重要铁路和公路交界处发动攻势。这场重新爆发的激战引起了国际社会的重大关切。

#### 起草與反应
因此，法国总统奥朗德和德国总理安格拉·默克尔2月7日提出了一项新的和平计划。法德计划是在与乌克兰总统彼得·波罗申科和俄罗斯总统弗拉基米尔·普京会谈后制定的，被视为明斯克议定书的复兴。奥朗德总统表示，该计划是解决冲突的“最后机会”。 这个计划是为了回应美国向乌克兰政府派遣军备的提议而提出的，默克尔总理说这只会导致危机恶化。
新的一揽子计划通常被称为新明斯克协议，被批评为“高度复杂”和“极其脆弱”，并且与失败的明斯克协议非常相似。

### 加入歐洲首脑的新会议和修訂協議
讨论法德外交计划执行情况的峰会定于2月11日在白俄罗斯首都的独立宫举行。俄罗斯总统弗拉基米尔·普京、乌克兰总统彼得·波罗申科、德国总理安格拉·默克尔、法国总统弗朗索瓦·奥朗德、顿涅茨克人民共和国领导人亚历山大·扎哈尔琴科、卢甘斯克人民共和国领导人伊戈尔·普罗特尼茨基与会谈判。谈判彻夜进行了16个小时，据德国外长所言“非常困难”。 在会谈之后，2月12日宣布冲突各方同意了一套新的建立和平措施。商定的一些措施是欧安组织乌克兰特别监察团从2月15日起无条件停火，从前线撤出重武器，释放战俘，乌克兰进行宪法改革。
| 联合国会员国             | 国家元首                   | 政府首脑               | 签署日期                      | 签署议会机构               |
| 签署国                   | 签署国                     | 签署国                 | 签署国                        | 签署国                     |
| ------------------------ | -------------------------- | ---------------------- | ----------------------------- | -------------------------- |
| 俄羅斯                   | 俄罗斯总统                 | 俄罗斯总理             | 2015年2月11日至12日           | 俄罗斯国家杜马             |
| 乌克兰                   | 乌克兰总统                 | 乌克兰总理             | 2015年2月11日至12日           | 乌克兰最高拉达             |
| 监督国                   |                            |                        |                               |                            |
| 德国                     | 德国总统                   | 德国总理               | 2015年2月11日至12日           | 德国联邦议会               |
| 法國                     | 法国总统                   | 法国总理               | 2015年2月11日至12日           | 法国国民议会               |
| 白俄羅斯                 | 白俄罗斯总统               | 白俄罗斯总理           | 2015年2月11日至12日           | 白俄罗斯议会               |
| 非联合国会员国签署缔约方 |                            |                        |                               |                            |
| 顿涅茨克人民共和国       | 顿涅茨克人民共和国国家元首 | 顿涅茨克人民共和国总理 | 2015年2月11日至12日（非正式） | 顿涅茨克人民共和国人民议会 |
| 卢甘斯克人民共和国       | 卢甘斯克人民共和国国家元首 | 卢甘斯克人民共和国总理 | 2015年2月11日至12日（非正式） | 卢甘斯克人民共和国人民议会 |

## 後續狀況
相較於過去3年來死亡人數的9000多人，協議簽署1年後降至200多人，除這點是比較大的進步之外，13項協議中，卻只有「烏克蘭問題三方聯絡小組在明斯克的會談」1項得到落實，其他則尚未有進展。德國外交部長認為，協議無法進展主因在於烏克蘭因為缺少了選舉相關法令，讓新明斯克協議難以實行。
选举方面之後總算是同意讓顿涅茨克人民共和国人民议会和卢甘斯克人民共和国人民议会于2018年11月11日由顿涅茨克和卢甘斯克人民共和国组织和举行。但乌克兰通讯社2018年12月27日报道，明斯克协议没有一项条款得到全面执行，仍舊表態不滿。